# Glory of the Roman Empire
Glory of the Roman Empire (din engleză: Gloria Imperiului Roman) este un joc video de construit orașe din 2006 dezvoltat de Haemimont Games și distribuit de Cdv Software Entertainment și FX Interactive. Jocul are loc în perioada Imperiului Roman. A avut o continuare în 2008, Imperium Romanum (din latină: Imperiul Roman).
Glory of the Roman Empire a fost lansat în Spania și Italia în decembrie 2006 de FX Interactive ca Imperium Civitas. Diferența de denumire se explică prin popularitatea jocurilor anterioare ale lui Haemimont Games, Imperium I, II și III, care s-au vândut în peste 1 milion de exemplare în aceste țări.
În joc, jucătorul își asumă rolul unui urbanist, guvernator și lider militar. Jucătorii de succes vor avea nevoie de abilități de planificare, cunoștințe economice și, în cazul în care aceștia eșuează, de putere militară. Jucătorul trebuie să dezvolte un mic sat într-o comunitate înfloritoare prin comerț cu vecinii, extinzându-și și apărând totodată granițele prin mijloace mai militariste. Jucătorii vor trebui să se concentreze pe sănătatea fizică și emoțională a cetățenilor; pe măsură ce sătenii îmbătrânesc și se maturizează sub o conducere puternică, ei contribuie la dezvoltarea societăților mai avansate și a orașelor mai mari.
Misiunile din Glory of the Roman Empire au loc la Florentia (5 misiuni), Pompei (1 misiune), Syracusae (4 misiuni), Toletum (3 misiuni), Kartagena (3 misiuni), Massilia (2 misiuni), Mediolanum (2 misiuni), Lugdunum (2 misiuni), Londinium (3 misiuni) și Colonia Claudia (3 misiuni). Mai sunt disponibile încă șapte scenarii (Mountain Paradise, Desert, Highlander, Across the river, Mamertum, Halkedonia și Roma).  De asemenea, există un mod de provocare în care jucătorul trebuie să atingă obiective aleatorii pentru 4 orașe diferite.
În varianta spaniolo-italiană (Imperium Civitas) există două campanii în loc de una ca în Glory of the Roman Empire: o campanie militară și o campanie pașnică. De asemenea, varianta conține 12 orașe de construit: Burdigala, Colonia Agrippina, Syena, Andautonia, Roma, Geneva, Venetia, Tamiatis, Labacum, Antium, Salamantica și Emerita Augusta. În modul de provocare jucătorul poate alege dintre Londinium, Lutetia, Colonia Agrippina, Burdigala, Lugdunum, Mediolanum, Andautonia, Tarraco, Carthago Nova, Tingis, Caralis, Carthago, Syracusae, Pompei și Roma.

## Primire
Jocul a primit recenzii „medii”, conform site-ului de agregare a recenziilor Metacritic.